# عشق و بی‌اعتمادی
عشق و بی‌اعتمادی (انگلیسی: Love & Distrust) یک فیلم مخصوص شبکه خانگی محصول سال ۲۰۱۰ است.